# Rio Zutiuá
O rio Zutiuá é um curso de água que banha o estado de Maranhão, no Brasil.